# Louis Charavel

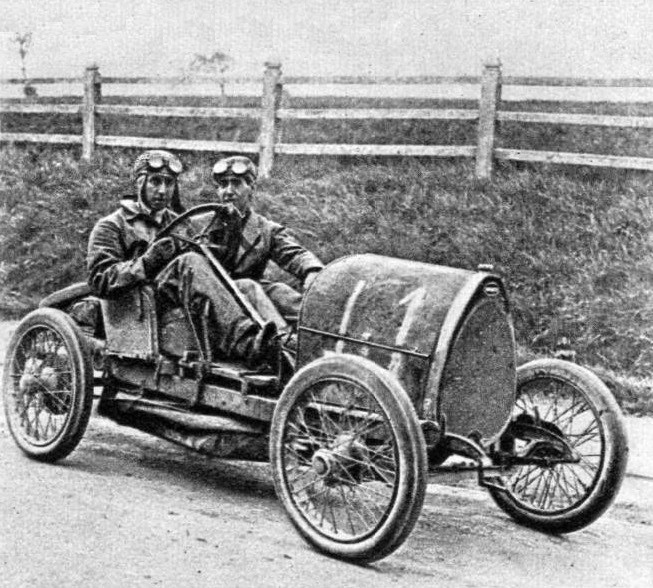
Louis Charavel, dit « Sabipa », au Meeting de Boulogne 1920 sur Bugatti.

Louis Charavel, dit « Sabipa », né le 31 août 1890 à Saint-Germain-du-Puch (Gironde) et mort le 11 septembre 1980 à Neuilly-sur-Seine, est un pilote automobile français. 

## Biographie
Son activité en course automobile s'étend de 1920 (meeting de Boulogne-sur-Mer) et 1921 (Grand Prix de l'U.M.F, alors 4e), à 1933 (24 Heures du Mans). 
Il acquit son pseudonyme en répondant au bureau de l’A.C.F. lorsqu'on lui demanda son pseudonyme pour la course, par l'expression « Sabe pas » (« je ne sais pas »), en provençal[réf. nécessaire].
Il a participé à quatre reprises à la course d'endurance sarthoise, en 1925, 1928, 1932 et 1933 (les deux dernières éditions avec Odette Siko sur Alfa Romeo six-cylindres 1750 d'1,7 L à compresseur, propriété personnelle de Mme Siko), terminant quatrièmes de l'épreuve mancelle de 1932 et vainqueurs de la catégorie 2 L.
En 1926, sa victoire au Grand Prix d'Italie permet à Bugatti de terminer la saison avec le titre de champion du monde des manufacturiers, alors que plus tôt dans l'année Jules Goux a obtenu des victoires en France et à Saint-Sébastien (un total de cinq courses étant finalement retenu, pour l'attribution du titre constructeurs).

## Palmarès
- 12 Heures de San Sébastien, en 1925 en catégorie inférieure à 1 500 cm3 ;
- Grand Prix automobile d'Italie 1926, sur Bugatti Type 39A ;
- Coppa Florio, en 1927 sur Bugatti (à Saint Brieuc)[3],[4] ;
- Course de côte de Doullens (nord d'Amiens), en 1927 sur Bugatti 1,5 L (sur le mille et sur le kilomètre) ;
- Grand Prix de l'A.C.F. : course des Voiturettes 1,5 L en 1928, sur Bugatti T37 ;
- Course de côte de Chanteloup (nord-ouest de Paris), en 1930 sur Bugatti T35C[5].

Il est également troisième du Grand Prix Bugatti en 1929 au Mans, sur Bugatti. Il est quatrième du dernier Grand Prix Guipúzcoa (Gran Premio de España para Vehiculos Sport) en 1929 avec Jean Gaupillat sur Bugatti, et quatrième du Grand Prix de Dieppe en 1930 sur Bugatti T35C 2L.